# شرکت موشک‌های تاکتیکی
شرکت موشک‌های تاکتیکی (روسی: АО «Корпорация Тактическое Ракетное Вооружение») شرکت دولتی صنایع جنگ‌افزاری و هوافضای روس است، که در سال ۲۰۰۲ تأسیس شد.